# 争取民主联盟
争取民主联盟（西班牙語：Alianza por la Democracia，缩写为APD）是多米尼加的一个政党。该党首次参加全国选举是在2002年，当时它是多米尼加解放党领导的选举联盟的成员，但未能获胜。在2006年的选举中，它是胜选的进步集团的成员。该党是圣保罗论坛的成员。